# John Bennett (jugador d'hoquei sobre herba)
John Hadfield "Jack" Bennett (Chorlton-cum-Hardy, Gran Manchester, 11 d'agost de 1885 - Littleham, Devon, 27 de maig de 1973) va ser un jugador d'hoquei sobre herba anglès que va competir a començaments del segle xx.
El 1920 va prendre part en els Jocs Olímpics d'Anvers, on va guanyar la medalla d'or com a membre de l'equip britànic en la competició d'hoquei sobre herba.
Estudià al Magdalen College de la Universitat d'Oxford i entre 1906 to 1908 també jugà al criquet.